# Wilejski Park Regionalny

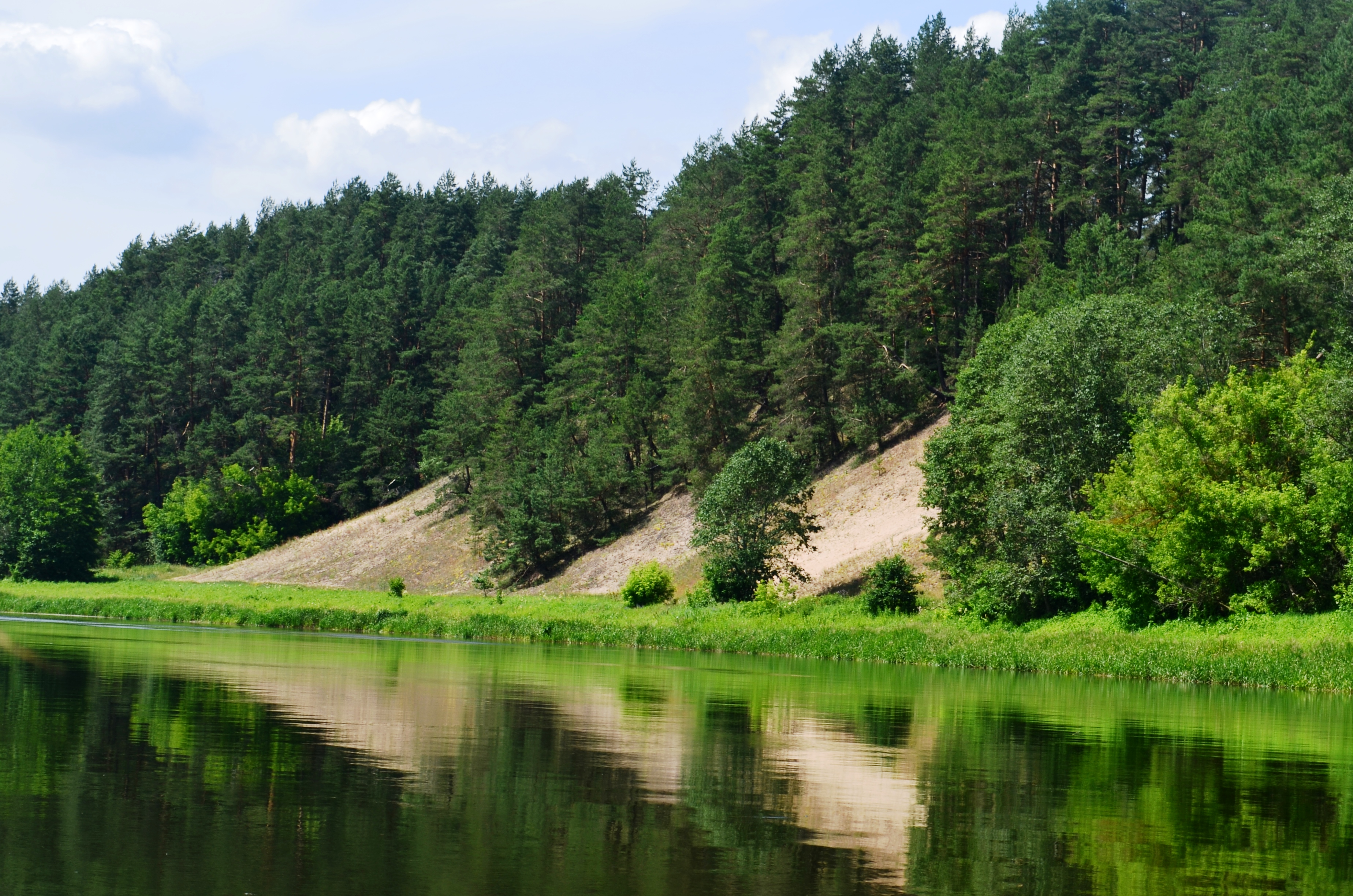
Klif Pabariai na brzegu rzeki Wilii w pobliżu Airėnai

Wilejski Park Regionalny (lit. Neries regioninis parkas) – park regionalny na Litwie, utworzony w 1992 roku w celu ochrony ukształtowanego przez ostatnie zlodowacenie krajobrazu, zdominowanego przez wzgórza i doliny przecięte meandrującą rzeką Wilię. Park obejmuje 87% powierzchni leśnej, w tym największą w kraju dąbrowę Dūkštų ąžuolynas. Chroni różnorodne siedliska (m.in. wilgotne łąki z rzadkimi storczykami i stepowe murawy z ginącymi gatunkami motyli), oraz fragmenty naturalnych cieków wodnych, w których odradzają się populacje łososi. Obszar ten wyróżnia się bogactwem dziedzictwa archeologicznego i kulturowego – zespół kurhanów w Karmazynach, grodziska, miejsca kultu oraz żywa tradycja wicia palm wielkanocnych. Park pełni funkcję edukacyjną i turystyczną, oferując rozbudowaną sieć tras pieszych i rowerowych oraz infrastrukturę rekreacyjną .